# Lioudmila Gnilova
Lioudmila Vladimirovna Gnilova (en russe : Людмила Владимировна Гнилова), née le 12 février 1944 à Moscou, est une actrice de théâtre et de cinéma soviétique et russe, qui s'est aussi spécialisée dans le doublage. Elle est honorée du titre d'artiste émérite de la RSFSR en 1982.

## Carrière
Elle est diplômée de l'École centrale de théâtre pour enfants (devenue par la suite Théâtre académique de la jeunesse de Russie) en 1964. Admise dans la troupe, elle sera une des principales actrices de ce théâtre de 1964 à 2002,.
Au cinéma, son premier rôle est celui de Lenka Maria Fedorova dans le film «Дальние страны» (Dalnye strany, « Pays lointains ») en 1964. Sa prestation dans ce rôle lui vaut de tourner également dans «Свет далекой звезды» (1964) (« Lumière d'une étoile lointaine »), «Легкая жизнь» (1964) (Legkaya zhizn, « La vie facile »), «Двадцать лет спустя» (1965) (Dvadtsat let spustya, « Vingt ans après »), «Дайте жалобную книгу» (1965) (Dayte zhalobnuyu knigu, « Donnez-moi le livre des réclamations »).
Elle épouse un acteur de ce théâtre, Nikolaï Kashirin, avec qui elle a une fille, Catherine. Après leur divorce, elle épouse en 1977 un jeune comédien de sept ans son cadet, Alexandre Soloviev (ru), qui a rejoint en 1974 l'École centrale de théâtre pour enfants. De leur union naît un fils, Michael. Elle se sépare de son mari en 1991 en raison de son penchant pour la boisson et de sa liaison avec l'actrice Irina Pechernikova.
Dans les années 1980 et 1990, elle double des dessins animés russes et étrangers, ainsi que des films et des séries étrangères. Elle est notamment connue pour son doublage vocal dans les films d'animation Pod yolkoy (1986), Amba - Film vtoroy (1985) et Muravinyy yozhik (1993), mais aussi dans Sunset Beach, Santa Barbara, Just Married ou encore Alf.
Tout en continuant son activité de doublage pour des dessins animés et des séries étrangères, elle revient comme actrice au début des années 2000, avec de nombreux seconds rôles dans des films et séries télé russes.

## Distinction
À l'âge de 38 ans, en 1982, elle est honorée du titre d'artiste émérite de la République fédérative de Russie.

## Filmographie
- 1964 : Dalnie strany : Lenka
- 1965 : Donnez-moi le livre des réclamations (Дайте жалобную книгу) (Dayte zhalobnuyu knigu)
- 1964 : La Lumière d'une étoile lointaine (Свет далёкой звезды) : Olia
- 1964 : Legkaya zhizn
- 1965 : Dvadtsat let spustya
- 1992 : Ankor, eshchyo ankor! : Barhatova
- 2007 : Budem na ty : Annushka
- 2009 : Dikiy : Tescha kochkina
- 2010 : Put' k sebe : La Maman de Valera

## Doublage

### Séries télévisées
- 1981 - 1989 : Dynastie : Alexis
- 1986 - 1990 : Alf
- 1989 - 1996 : Les Contes de la crypte : Rôles de femmes
- 1993 - 2002 : X-Files : Aux frontières du réel : Dana Scully, rôles de femmes
- 1994 - 2009 : Urgences : Rôles de femmes
- 2005 : Bones : Angela Monténégro

### Séries ou films d'animations
- 1977 : Pyatachok
- 1981 : Maria, Mirabela
- 1981 : On popalsya
- 1986 : Les aventures de Lolo : Pepe.
- 1989 - 1991 : Sally la petite sorcière : Rôles de femmes
- 1990 - 1991 : Super Baloo : Molly Cunningham
- 1993 - 1998 : Animaniacs : Dot Warner
- 2005 : Go Diego !